# Paris 1967/San Francisco 1968
Paris 1967/San Francisco 1968 jest wydanym pośmiertnie albumem koncertowym Jimiego Hendrixa nagrywanym 9 października 1967 w paryskiej Olympii oraz 4 lutego 1968 w Fillmore Auditorium w San Francisco. Jest to szósta płyta wydana przez wytwórnię Dagger Records.

## Lista utworów
Autorem wszystkich utworów, chyba że zaznaczono inaczej jest Jimi Hendrix.
| Olympia | Olympia                      | Olympia |
| Nr      | Tytuł utworu                 | Długość |
| ------- | ---------------------------- | ------- |
| 1.      | „Stone Free”                 | 3:40    |
| 2.      | „Hey Joe” (Roberts)          | 4:22    |
| 3.      | „Fire”                       | 3:29    |
| 4.      | „Rock Me Baby” (King, Josea) | 5:03    |
| 5.      | „Red House”                  | 7:49    |
| 6.      | „Purple Haze”                | 7:26    |
| 7.      | „Wild Thing” (Taylor)        | 5:56    |
|         |                              | 37:45   |

| Fillmore Auditorium | Fillmore Auditorium                                  | Fillmore Auditorium |
| Nr                  | Tytuł utworu                                         | Długość             |
| ------------------- | ---------------------------------------------------- | ------------------- |
| 1.                  | „Killing Floor” (Burnett)                            | 4:05                |
| 2.                  | „Red House”                                          | 5:42                |
| 3.                  | „Catfish Blues” (Petway)                             | 11:43               |
| 4.                  | „Dear Mr. Fantasy (Part 1)” (Capaldi, Winwood, Wood) | 5:10                |
| 5.                  | „Dear Mr. Fantasy (Part 2)” (Capaldi, Winwood, Wood) | 7:34                |
| 6.                  | „Purple Haze”                                        | 5:00                |
|                     |                                                      | 39:14               |

## Artyści nagrywający płytę
- Jimi Hendrix – gitara, śpiew
- Mitch Mitchell – perkusja
- Noel Redding – gitara basowa
- Buddy Miles – perkusja w Dear Mr. Fantasy (Part 1 & 2)

## Źródła
- John McDermott, Paris 1967/San Francisco 1968, wyd. CD, książeczka, Dagger Records, Experience Hendrix, 2003 (ang.). Brak numerów stron w książce